# Ester Carro
Ester Carro de Oliveira (São Paulo, 1994) é uma arquiteta, pesquisadora, professora universitária e ativista social brasileira.
É reconhecida por seu trabalho em transformação territorial e habitação digna em comunidades periféricas de São Paulo. É co-fundadora e presidente do Instituto Fazendinhando e foi incluída na lista Forbes 30 Under 30 em 2023, na categoria Design. É doutoranda e professora do curso de arquitetura e urbanismo da Universidade Presbiteriana Mackenzie.

## Biografia
Nascida e criada no Jardim Colombo, uma comunidade dentro do Complexo de Paraisópolis, localizada na zona sul de São Paulo, Ester é filha de uma diarista e de um pedreiro. Desde jovem, demonstrou interesse em promover mudanças sociais por meio da educação e da arquitetura. Seu envolvimento com projetos comunitários começou ainda na adolescência, quando participou de iniciativas de revitalização urbana em sua comunidade por meio de seu pai, que era líder comunitário.
| “ | Eu senti na pele a ausência de profissionais da arquitetura, de equipamentos públicos, culturais, áreas verdes. Quando chovia, alagava a minha casa. Então eu senti na pele todos esses problemas, e, quando você vive isso, você de alguma forma quer tentar propor mudanças. | ” |

## Formação acadêmica
Ester é graduada em Arquitetura e Urbanismo (2017) pelo Centro Universitário FIAM-FAAM,  mestre em Projeto, Produção e Gestão do Espaço Urbano (2019) com ênfase em planejamento urbano pela mesma instituição. Possui especializações em Urbanismo Social (2021) pelo Insper e em Habitação e Cidade (2021) pela Escola da Cidade. Atualmente, é doutoranda no Programa de Pós-Graduação em Arquitetura e Urbanismo da Universidade Presbiteriana Mackenzie, onde também atua como professora na graduação em Arquitetura e Urbanismo.

## Instituto Fazendinhando
Em 2017, Ester co-fundou o Instituto Fazendinhando, organização dedicada à transformação territorial, socioambiental e cultural em favelas, com foco no Jardim Colombo. O instituto realiza projetos de revitalização urbana, capacitação profissional para mulheres e melhoria habitacional, promovendo a inclusão social e o desenvolvimento sustentável nas comunidades atendidas.

## Atuação profissional
Além de seu trabalho no Instituto Fazendinhando, Ester atua como arquiteta na Secretaria Municipal de Licenciamento e Urbanismo (SMUL) de São Paulo, desenvolvendo projetos no Complexo de Paraisópolis. Também é colunista na plataforma Caos Planejado e participou da CASACOR São Paulo 2023/2024, apresentando o espaço "MOTIRÕ", que aborda a arquitetura social e a vida em moradias periféricas.

## Reconhecimento
O trabalho de Ester tem sido reconhecido por diversas entidades:
- Incluída na lista Forbes Under 30 (2023) na categoria Design.[7][13]
- Eleita uma das 50 arquitetas mais influentes do Brasil pela revista Casa Vogue em 2024.[7]
- Premiada pelo Instituto de Arquitetos do Brasil (IAB-SP) na categoria Urbanismo, Planejamento e Cidades (2021).[7]
- Recebeu o Prêmio de Responsabilidade Socioambiental da Câmara de Vereadores de São Paulo (2023).[7]
- Foi laureada pelo Conselho de Arquitetura e Urbanismo do Brasil em 2023 por sua trajetória no Projeto Fazendinhando, de intervenções urbanas e domésticas na comunidade do Jardim Colombo, em São Paulo.